# Шантильи (кружево)

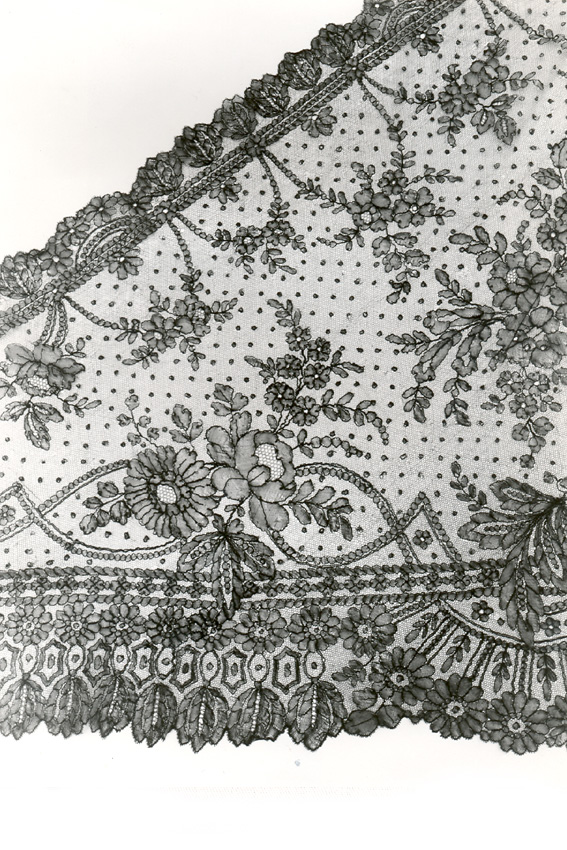
Шаль из кружева шантильи — коллекция MoMu, Антверпен (деталь)

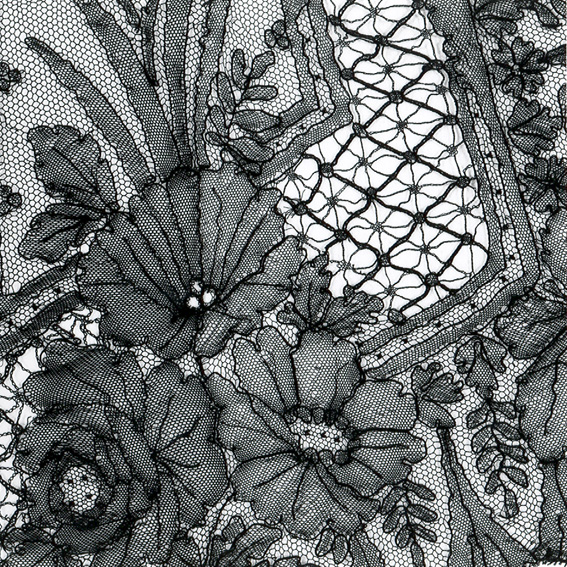
Платок из кружева шантильи — коллекция MoMu, Антверпен (деталь)

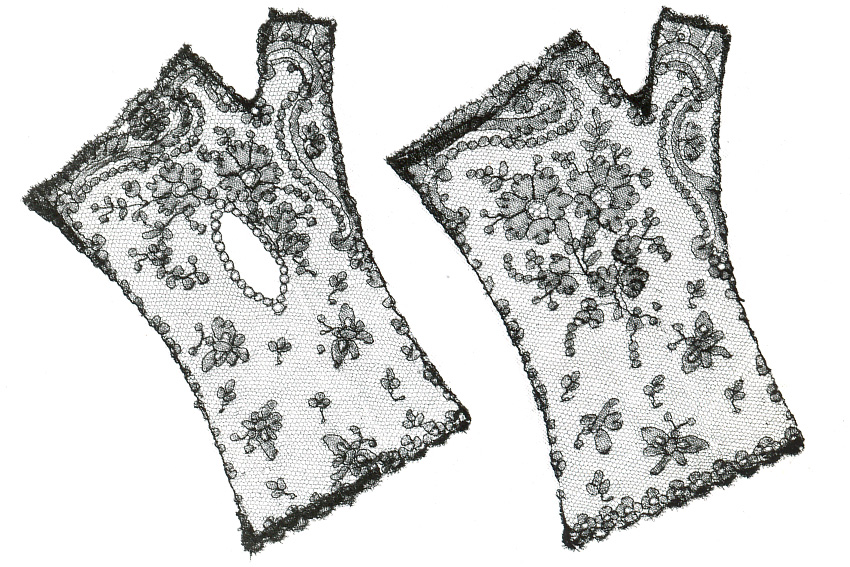
Митенки из кружева шантильи — коллекция MoMu, Антверпен

Кру́жево шантильи́ — одно из самых известных в мире кружев, обычно встречается преимущественно в чёрном, редко — в белом цвете, состоит из тонкой сетчатой ткани и цветочных орнаментов. Шёлковое коклюшечное кружево ручной работы, название соответствует транслитерации имени города Шантийи, Франция. Производится в регионе с XVIII века. С XIX века производится во французских городах Байе 
и Кодри, с 1919 года — в Кале, а также в Герардсбергене, Бельгия.
Дизайн кружева шантильи — нежные цветочные узоры, вышитые тонкой шёлковой ниткой на фоне тонкой сеточки. Раппорт узора равномерно повторяется по всей ширине полотна. В начале XX века кружевниц вытеснило механическое производство кружева, что способствовало превращению кружевоплетения в индустрию.
Кружево шантильи в настоящее время часто используют для украшения свадебных нарядов.
Рисунки для французских кружев выполняли известные художники, в том числе Жан Берен, Франсуа Бонеме де Фалез, Луи Булонь и позднее Франсуа Буше.

## История

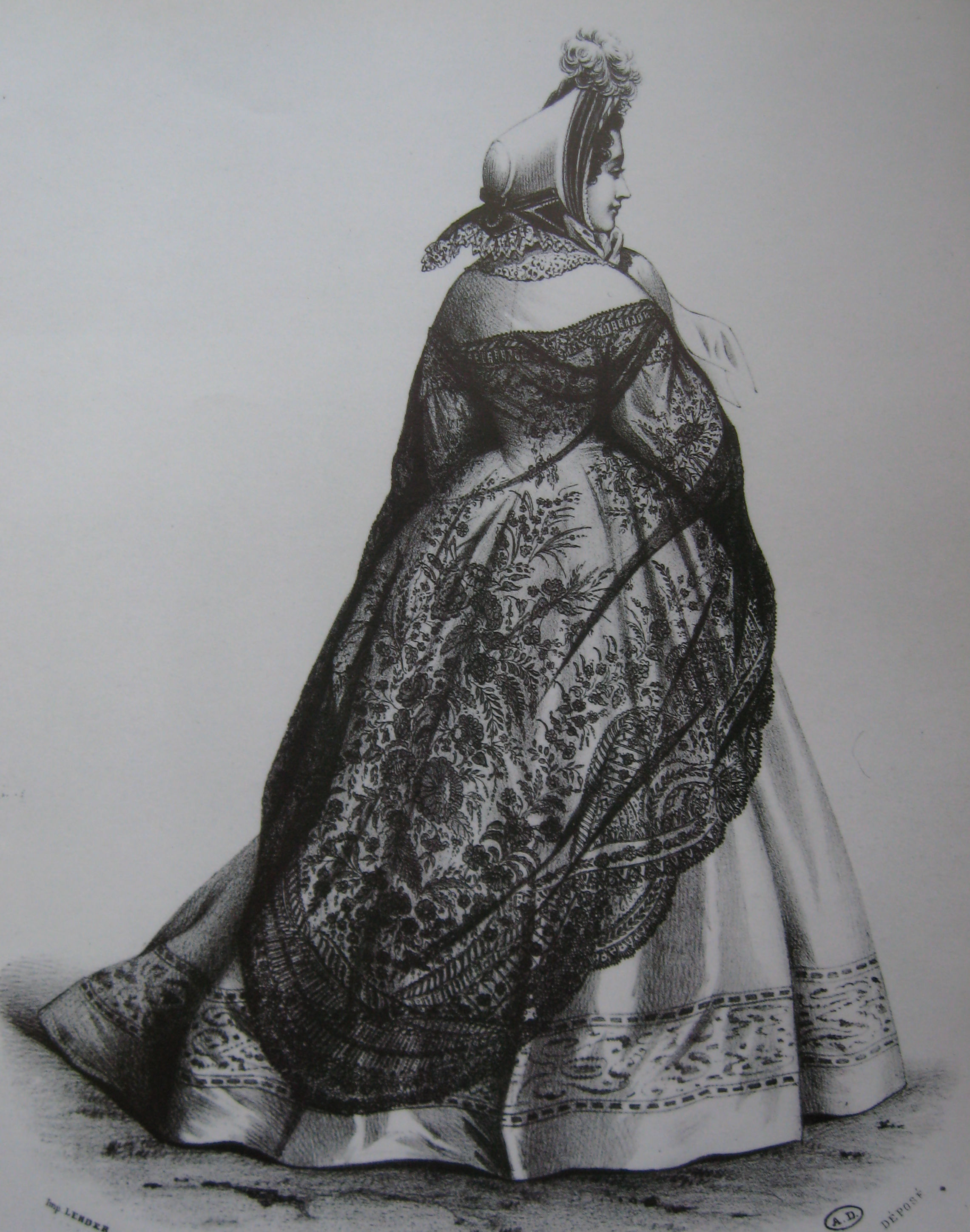
Шаль из чёрного кружева шантильи. 1865

### Франция
Начало плетения кружева в Шантийи соотносят с XVII веком, когда началось развитие центров по производству этого вида ткани на севере Франции. Большое влияние на развитие кружевоплетения оказал министр финансов Жан-Батист Кольбер. С XIV века дворяне и горожане Франции стали покупать кружева, так как «богато украшенный костюм стал неотъемлемым элементом светского общества». Большая часть дорогостоящих кружев, которые до XVII века носили исключительно мужчины на отложных воротничках, манжетах и даже возле горловины ботинок, импортировалась из Испании и Италии, поэтому из государственной казны деньги уходили в другие страны. Министры времён правления Людовика XIII, а затем Людовика XIV, Ришельё, и прежде всего, Кольбер, стали организаторами национального производства, создав королевские кружевные фабрики. Кольбер стал инициатором строительства фабрик по производству всех видов нитей, как для игольного, так и для коклюшечного изготовления кружев, которые ранее закупались за рубежом — в Венеции, Генуе, Рагузе и других городах.
Кольбер привёз кружевниц из Венеции, Фландрии, Ипра, Брюсселя и Мехелена и поселил их в регионах, где кружево уже производилось, например, Седане и Алансоне, а также в других городах. В 1665 году кружевницам была предоставлена монополия производства кружев на десять лет при условии, что они будут создавать кружева, которые могли бы конкурировать с изделиями из других стран. Через несколько лет 1600 рабочих плели кружева в королевских мастерских — так была создана школа французского кружева, которое, как игольное, так и коклюшечное, носило название «Points de France».
Производства по изготовлению нитей и кружев, так называемые «точки Франции» (фр. Poincts de France) или королевские кружевные фабрики были открыты в ряде городов королевства — Кенуа, Аррасе, Реймсе, Седане, Шато-Тьерри, Лудене, Алансоне, Орийаке и других. Импорт кружев обложили высокими налогами, чтобы поддержать национальное производство. Чтобы избежать сомнений в том, где было произведено то или иное кружево, Кольбер поощрял создание новых стилей. Например, кружевница из Алансона, мадам де ла Перьер, создала оригинальное льняное игольное «кружево в воздухе» (punto in aere). Кольбер использовал эту технику для создания фабрики в Алансоне. В Шантийи была изобретена тонкая прозрачная ромбовидная сеть (поле), которая подчёркивала основной рисунок (его называют парижским фоном), состоящий обычно из двух горизонтальных узоров, выполненных иглой или на коклюшках. Там же применили технику создания кружева из натурального шёлка тутового шелкопряда. На декор кружева Франции повлияли художники двора Людовика XIV, такие как Шарль Лебрен и Жан Берен; дизайн производился также в мастерских гобеленов под руководством Ле Бруна.
В ряде городов по договору или найму хозяйки, часто купчихи или кружевницы, открывали школы и мастерские, где обучали маленьких девочек, иногда уже с семи-восьми лет, «игольному стежку». Обучению посвящались годы, так как требовалось около десяти лет, чтобы подготовить хорошо обученную кружевницу, чья карьера часто заканчивалась в возрасте 40 или 45 лет — их зрение катастрофически падало из-за плохого освещения и кропотливой, долгой работы. С течением времени производство нитей и изготовление кружева в одних городах приходило в упадок, например, в Орийаке, в других — испытывало подъём.
В XVII веке герцогиня Анна Женевьева де Бурбон-Конде организовала первую школу кружевоплетения для обездоленных девочек в этом регионе. В Париже в Мадридском замке (Булонский лес) были организованы мастерские — там обучали более десяти тысяч детей, проживающих со своими семьями, производству кружева шантильи. Оно вскоре стало популярным благодаря покровительству герцогини и близости Шантийи к Парижу. В XVII веке кружева были настолько распространены, что Людовику XIII пришлось регулировать их использование четырьмя указами, включая указ 1639 года, запрещающий нашивать кружева на любую одежду под страхом штрафа.
Кружево шантильи первоначально было известно как «блонд» — это название оно получило благодаря серебристому и сверкающему бледно-жёлтому цвету шёлка, производимого прямо из коконов шелкопрядов тутового дерева. В Шантийи обосновались торговцы кружевами, которые организовали разветвлённую сеть из кружевниц, дизайнеров и других вышивальщиц, составивших цепочку производства дорогостоящего украшения, изготовленного вручную с помощью коклюшек. Ремесло, которым занимались женщины города, поддерживало многие семьи. В 1825 году в кружевной промышленности Шантийи и его окрестностях работало 1000 женщин.
Кружево вновь вошло в моду во время правления Людовика XV и Людовика XVI. Кружева носила фаворитка Людовика XV и Марии-Антуанетты мадам дю Барри. Когда в 1789 году началась Французская революция, спрос на кружева прекратился, поскольку кружевницам, по мнению революционеров, оказывала покровительство королевская семья, и после того, как мадам дю Барри и Мария-Антуанетта в 1793 году были отправлены на гильотину, кружевниц Шантийи также казнили, после чего производство кружева прекратилось на 12 лет.
Наполеон I спонсировал возрождение кружева шантильи между 1804 и 1815 годами. На тот момент производство было сосредоточено в Нормандии, в основном в районе Байё. Хотя его больше не производили в Шантийи, использовались старые методы и дизайн. Кружево шантильи достигло пика своей популярности около 1830 года и снова возродилось в 1860-х годах в Байе, а также в Герардсбергене, на территории современной Бельгии.
В 1844 году была запатентована машина, производившая кружево валансьен и чёрное шелковое кружево шантильи, которое было трудно отличить от кружева ручной работы.
В XIX веке ручное плетение было слишком дорогим в Шантийи, поэтому кружева производились по-прежнему в Нормандии, преимущественно, в Байё и Граммонде (в Кальвадосе в производстве шантильи в середине века было задействовано 50 000 кружевниц), а позже — за пределами Франции.
Примерно с середины XIX века шантильи делают на кружевоплетельной машине, а с XX-го и на вязальных машинах.
Кружево часто плелось вручную, всегда стоило дорого, поэтому украсить им одежду могли только состоятельные дамы аристократического происхождения.
В городе Кодри кружевоплетение известно с середины XIX века; в 1898 году здесь открылась первая фабрика машинного производства кружев. Кружевные изделия шантильи в Кодри продолжают выпускать и в настоящее время.
В городе Кале с 1919 года работает фабрика, основанная Люсьеном Нойоном, которая наряду с другими изделиями производит кружева шантильи.

### Бельгия
Центр производства кружева в Бельгии располагался в Герардсбергене. В период расцвета между 1840 и 1870 годами более 100 компаний занимались производством кружев.
Как и во многих фламандских городах, в Герардсбергене была кружевная промышленность, существовавшая ещё до появления кружева шантильи. Первые письменные свидетельства об изготовлении кружев в Герардсберге датируются 1697 годом. В документе также говорится о перехвате пакетов с кружевами, ввезённых контрабандой.

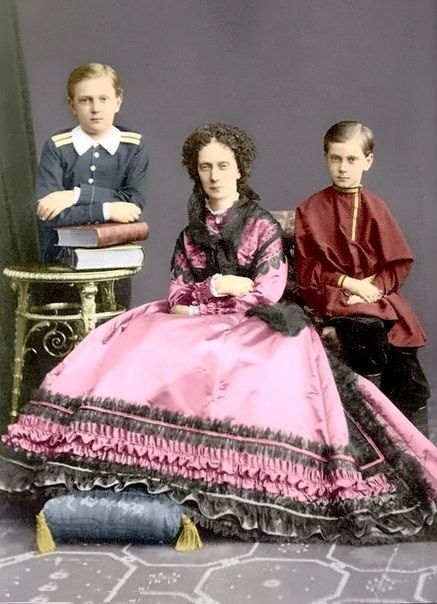
Императрица Мария Александровна с сыновьями Сергеем и Павлом в платье с отделкой кружевом шантильи

По переписи 1747 года в Герардсбергене был только один кружевной мастер. В 1783 году бенедиктинцы из Хуннегема обучали разным видам рукоделия: вязанию, шитью, плетению, вышивке и кружевоплетению. Возникновение кружевной промышленности, особенно в Герардсбергене, приходится на начало XIX века. В переписи 1812 года указано, что в Герардсбергене был торговец кружевами (Гислен ван Кромбрюгге) и 130 кружевниц. Тереза Биль, директор приюта, получила почётную награду на выставке бельгийской промышленной продукции за кружевное изделие, вошедшее в группу «Лилльские кружева». Это кружево — основа кружевоплетения шантильи.
Через Кан и Байё в начале XIX века производство распространилось и в Герардсберген, где кружева пользовались большим успехом благодаря господствовавшей тогда моде. В середине XIX века кружевная промышленность в Герардсбергене пережила огромный подъём. Статистика свидетельствует, что на протяжении многих лет в городе было много женщин, занимавшихся этим видом ремесла.
- 1847 год — 1830 кружевниц из 7340 жителей.
- 1857 год — 1900 кружевниц из 8260 жителей.
- 1866 год — 55 производителей кружев. Город был крупнейшим производителем кружев после Брюсселя.
- 1867 год — производство кружева увеличилось в пять раз по сравнению с 1855 годом.

Примерно в 1873 году кружево шантильи в Бельгии вышло из моды, а высокие импортные пошлины, иногда до 60 %, способствовали упадку кружевной промышленности. Несмотря на многочисленные инициативы, в том числе организацию поездки специальной делегации на выставку в Филадельфию в 1876 году, отрасль спасти уже не удалось. В 1880 году в Герардсбергене было всего 700 кружевниц. В 1905 году была предпринята неудачная попытка возродить кружевоплетение. В 1912 году осталось лишь 8 производителей. В 1914 году неоплаченные поставки кружева вернулись в Америку.
Во время Первой мировой войны кружевная промышленность шантильи в Бельгии пережила кратковременное возрождение. Кружево тех времён носило название «Боевые кружева».
В 1926 году у единственного производителя кружева работало всего около сотни женщин. Поставки на экспорт продолжались до 1932 года.

## Россия

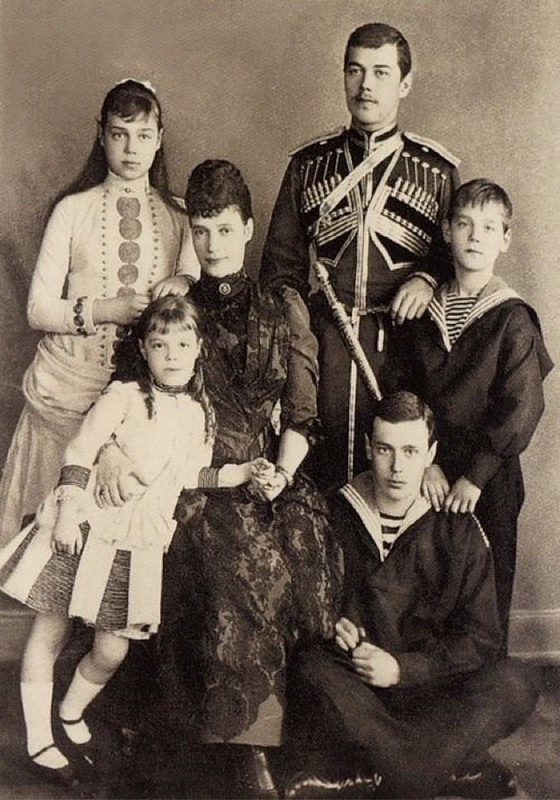
Императрица Мария Фёдоровна с детьми в платье с кружевами шантильи

С 1725 года в Новодевичьем монастыре в Москве существовала «школа», в которой брабантские монахини, приглашённые Петром I, обучали плетению, шитью и вязанию кружев всех, существовавших на тот момент типов — венецианского гипюра, шантильи, малин, блонд и других. «Школа» просуществовала до 1812 года.

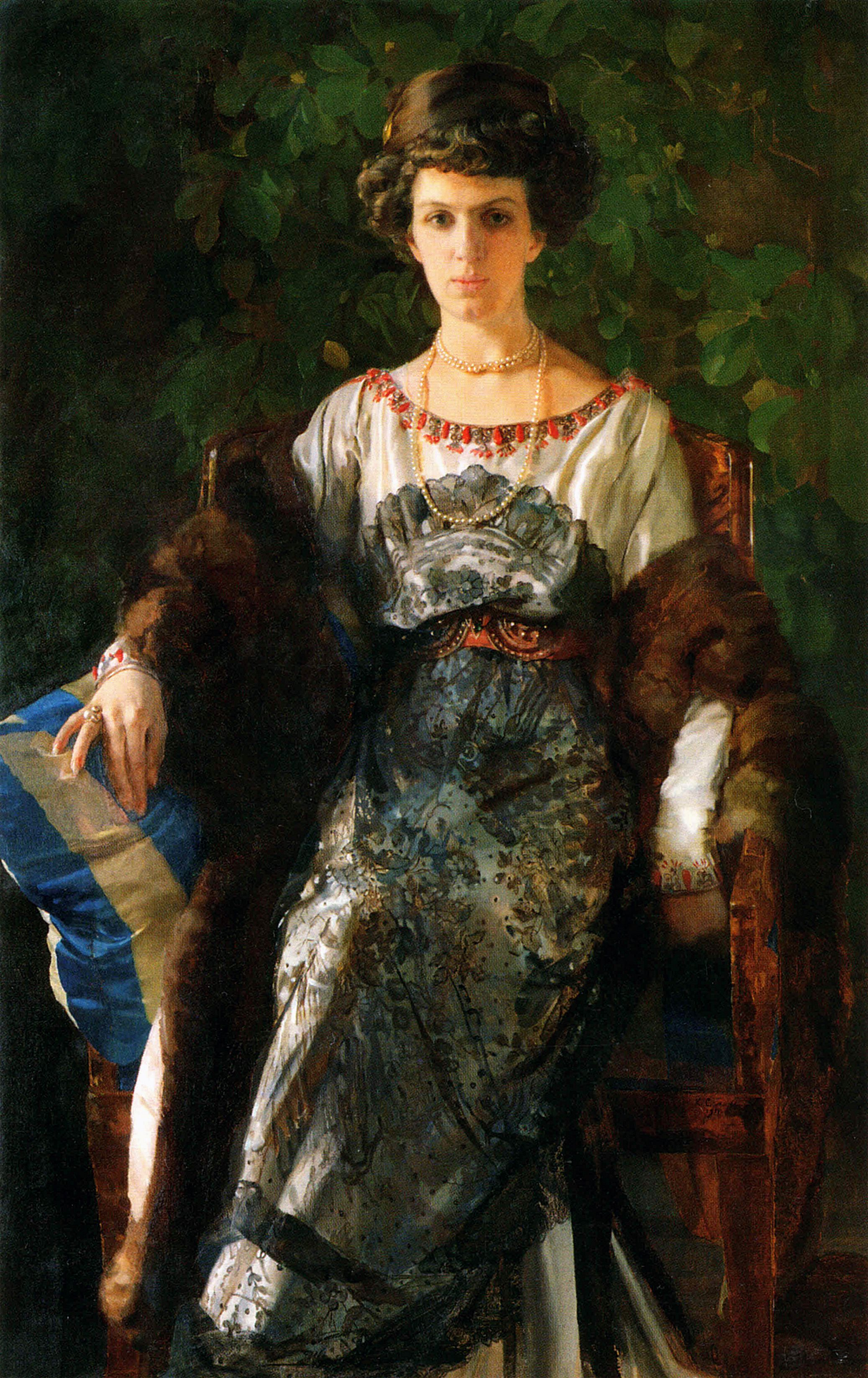
Портрет Евфимии Носовой (1911) работы Константина Сомова

В эпоху модерна на пике моды оказались черные кружева «шантильи», из которых не только шили платья, такие как на портрете Евфимии Носовой (1911) работы Константина Сомова, но и делали перчатки, веера и зонтики.
Кружево хранится и экспонируется в музеях Московского Кремля.
Галина Владимировна Новикова — художник по кружеву, коллекционер старых образцов кружевных изделий — имеет в своей коллекции кружева шантильи и предоставляет его для экспонирования, например, в Липецкий историко-культурный музей

## Особенности
Кружево шантильи известно своей тонкой основой, очерченным узором и обилием деталей.
Примечательной особенностью кружева шантильи было использование цельного стежка в качестве заполнения рисунка для достижения эффекта света и тени в узоре, который обычно был цветочным. Фон, или резо, был в форме шестиконечной звезды и выполнялся из той же нити, что и узор, в отличие от светлого фона. Кружево изготавливалось полосами шириной около 10 см (4 дюйма), а затем соединялось незаметным стежком — таким образом создавалось впечатление цельного полотна. Кружево шантильи было популярно в Европе в XIX веке, когда многие модницы носили чёрные (редко — белые) кружевные шали, сделанные в Брюсселе или Генте.
Узор выполнялся нитью кордоне — нескрученной нитью. Лучшие кружева шантильи были сделаны из шёлковых нитей и были, как правило, чёрного цвета что делало их подходящими для траурной одежды. Белое кружево шантильи изготавливалось из льна и шёлка, хотя предпочтение кружевницы отдавали шёлку. Также были кружева пастельных тонов.
Самыми популярными чёрными кружевами были испанские кружева и кружева шантильи. Чёрное шёлковое кружево стало особенно популярным в странах с большими рынками сбыта — Испании и Америке.

## Методы изготовления

### Изготовление на коклюшках
На реечной тюлевой основе (известной с XVII века) орнаменты выполнялись вручную и подчеркивались контурами из более толстой нити. Чёрный (оксид железа) окрашенный органзин, матовая шелковая пряжа скрученная до 2000/м и тонкостью 2—12 текс использовалась исключительно для кружева шантильи. Кружево шантильи плели с помощью «глазурных стежков» натуральной чёрной (очень редко белой) шёлковой нитью, называемой «гренадин д’Але». Узоры из пряжи (кордонет) плели на тонкой сетчатой основе, они представляли собой характерные нежные мотивы — завитки, виноградные лозы, ветви и цветы.

### Кружевоплетельные машины
Шантильи в настоящее время делают на машинах по специальной двухслойной (Grundbaum) технике. Для этого кружева характерна богатая узорчатость с затемненными изображениями листьев и цветов. По сравнению с историческими чеканными украшениями и гладкой поверхностью, на коклюшках заметны выступы, образованные поперечной нитью, обычно более грубой

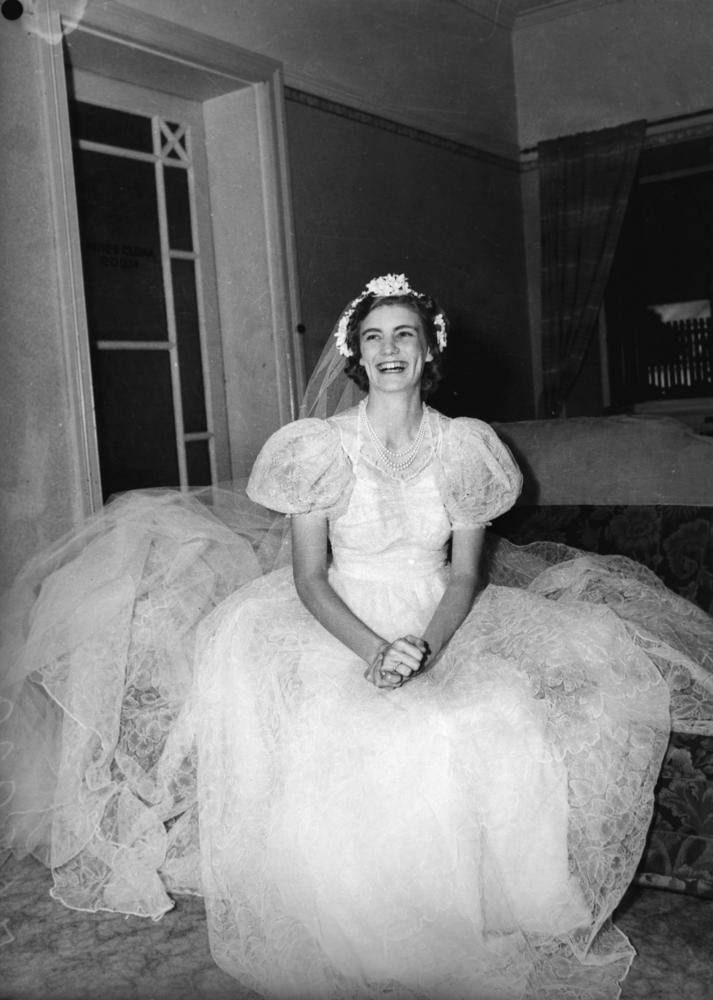
Белое свадебное платье шантильи (Австралия, 1940 г.)

### Вязальные машины
На вязальных машинах имитируют кружевное плетение в стиле шантильи, вывязывая рисунок с помощью узорной уточной нити.

## Современность

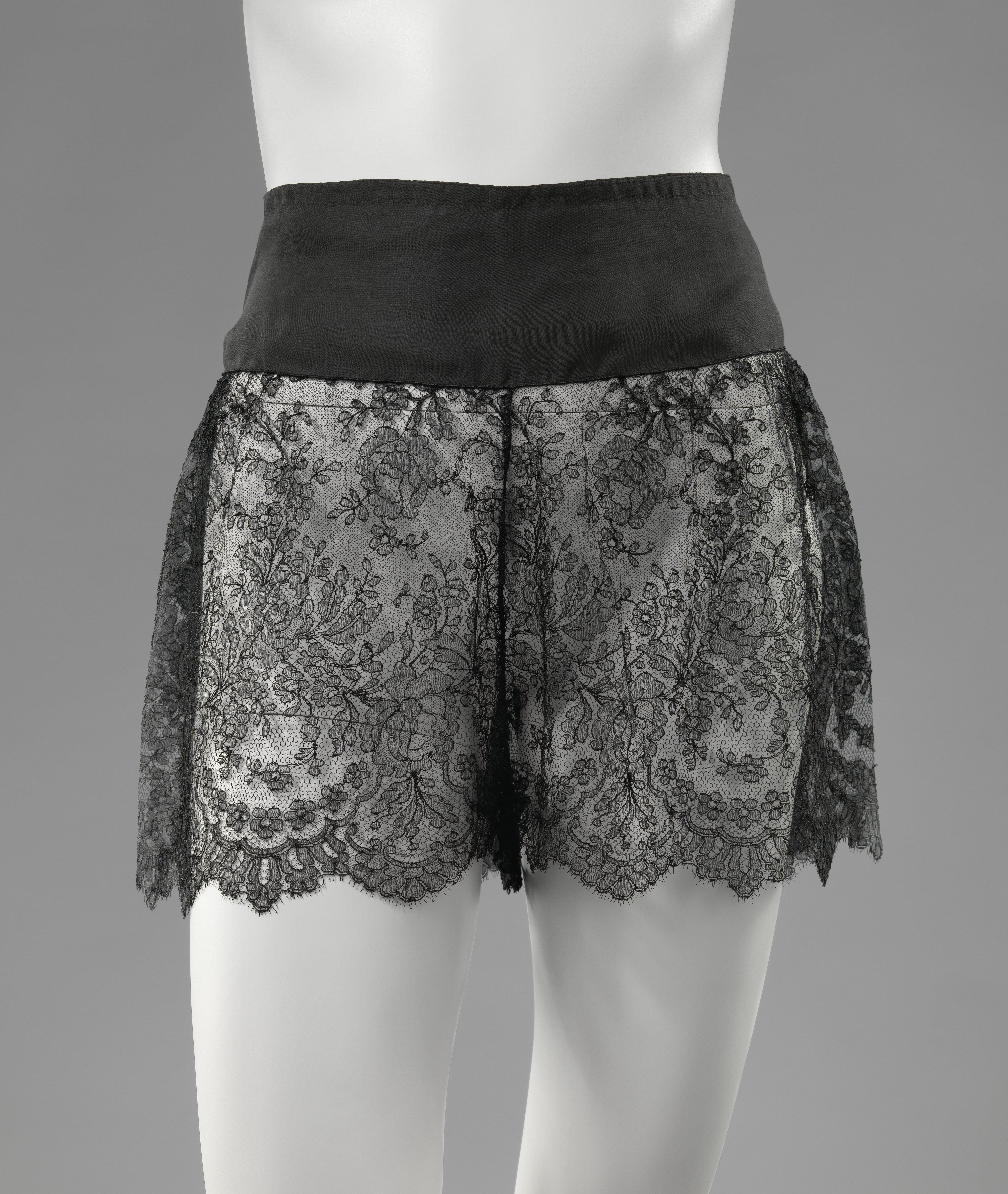
Кружево шантильи машинного образца (Бельгия, 1920-е гг.)

В начале XIX века с кружевом шантильи шьют люксовую одежду, эротическое белье и т. д. Кружево используется для создания вечерних нарядов, свадебных платьев и аксессуаров.
Одри Хепберн в фильме «Как украсть миллион» появляется в чёрной кружевной вуали, созданной по заказу модным домом Givenchy. В 2009 году изделие ушло с аукциона за 100 тысяч долларов. В 2017 году вуаль подарена мсье Юбером де Живанши Музею кружева в Шантийи. Модные дома — Dior, Живанши, Balenciaga, Лакруа (Lacroix) и даже Шанталь Томас используют кружево шантильи для белых свадебных платьев и своих коллекций.
В 2022 году парижскую Неделю высокой моды открыл дом Schiaparelli. Бренд провел показ в Музее декоративного искусства в Лувре, где представил прозрачные бра из кружева «Шантильи».
В платье с кружевами появлялась Мелания Трамп.

## Музеи
Наиболее полные коллекции в городах
- Герардсберген — Музей кружева Chantillykant
- Кале — Международный центр кружева и моды[фр.]
- Кодри — Музей кружева и вышивки[фр.]
- Шантийи — Музей кружева, где хранятся около 1000 образцов, изготовленных в XIX веке[39].

## В литературе
С. Алымов в стихотворении «Признание» использует сравнение, связанное с этим кружевом: «Я в шантилевом лиризме Вас, лаская, утоплю».